# さわやか新党
さわやか新党（さわやかしんとう）は、かつて存在した日本の政治団体。略称さわやか。

## 概要
川上哲治、藤田元司、堀田力らが設立したさわやか国民会議を母体に、第17回参議院議員通常選挙直前の1995年6月29日にプロ野球解説者の小林繁を代表者として結成した。小林のほか、プロレスラーの高田延彦ら10人を比例区に擁立したが全員が落選した。
この選挙では、高田の師匠・アントニオ猪木率いるスポーツ平和党と競合することになったが、両党とも当選者を出せなかった。
1999年4月1日以降は、政治活動（選挙運動を含む）のために寄附を受け、または支出をすることができない団体となった。

## 候補者
第17回参議院議員通常選挙における候補者は以下のとおり（名簿順）。
1. 小林繁
2. 高田延彦
3. 須田満
4. 金森仁
5. 山下典子
6. 山中毅
7. 渡辺長武
8. 浜野壹
9. 鈴木健
10. 五味典雄